# Simon Case
Simon Case, baron Case, (né le 27 décembre 1978) est un fonctionnaire britannique qui occupe les fonctions de Secrétaire du cabinet et de chef de la fonction publique intérieure de septembre 2020 à décembre 2024.
Case est secrétaire permanent de Downing Street auprès du Premier ministre Boris Johnson de mai à septembre 2020. Ce poste était resté vacant pendant huit ans après le départ de Jeremy Heywood (en) en 2012. De janvier 2016 à mai 2017, Case sert sous David Cameron et Theresa May en tant que secrétaire privé principal du Premier ministre. 

## Jeunessee
Case est né le 27 décembre 1978 à Bristol, en Angleterre.Il fait ses études à la Bristol Grammar School. Il étudie l'histoire au Trinity College de Cambridge, où il obtient un baccalauréat ès arts (BA),. Pendant ses études à Cambridge, il pratique l'aviron et est président du Cambridge University Lightweight Rowing Club. Il entreprend ensuite des recherches de troisième cycle en histoire politique à Queen Mary, Université de Londres, et il obtient un doctorat (PhD) de l'Université de Londres en 2007,. Son directeur de thèse est le professeur Peter Hennessy, et sa thèse est intitulée Le Comité conjoint du renseignement et la question allemande, 1947-1961. Il s'engage comme réserviste des Royal Marines alors qu'il est encore à l'école, puis est transféré dans la réserve de l'armée, servant pendant huit ans au total.

## Carrière
Case rejoint la fonction publique en 2006. Il travaille d'abord au sein du ministère de la Défense en tant que conseiller politique. Il travaille ensuite au Bureau pour l'Irlande du Nord et au Cabinet Office. En 2012, il est chef du Secrétariat olympique, une équipe temporaire au sein du Cabinet Office qui est créée pour superviser l'organisation des Jeux olympiques d'été de 2012,.
De 2012 à juillet 2014, Case travaille au 10 Downing Street comme secrétaire particulier du Premier ministre, puis comme secrétaire particulier principal adjoint du Premier ministre. Il retourne ensuite au Cabinet Office, où il est directeur exécutif du groupe de mise en œuvre des politiques publiques. En mars 2015, il rejoint le Government Communications Headquarters (GCHQ) en tant que directeur de la stratégie.
Le 8 janvier 2016, Case est nommé directeur de cabinet du Premier ministre, succédant à Chris Martin, décédé en cours de mandat. Il prend ses fonctions le 11 janvier 2016,.
En mars 2017, Case est nommé directeur général du partenariat Royaume-Uni-UE, remplacé par Peter Hill en tant que secrétaire privé principal du Premier ministre le 10 mai 2017. Il prend ses fonctions en mai 2017. Dans ce rôle, il « dirigeait les travaux du gouvernement britannique sur la sortie et la recherche d'un nouveau partenariat avec l'Union européenne au sein de la représentation du Royaume-Uni auprès de l'UE ». Le 23 juin 2017, il est nommé Commandeur de l'Ordre royal de Victoria (CVO) en reconnaissance de ses services en tant que secrétaire privé principal du Premier ministre.
En janvier 2018, il est nommé directeur général pour l'Irlande du Nord et l'Irlande et à ce titre, il dirige les négociations sur le problème de la frontière irlandaise après le Brexit.
En mars 2018, il devient secrétaire privé du prince William, duc de Cambridge et prend ses fonctions en juillet 2018. Également en 2018, Case est nommé professeur invité au King's College de Londres, après avoir été auparavant chercheur principal invité à l'université.

### Chef de la fonction publique et secrétaire du Cabinet
En août 2020, Case est choisi par le Premier ministre Boris Johnson comme Secrétaire du cabinet et chef de la fonction publique, succédant à Mark Sedwill  le 9 septembre 2020,.
En avril 2021, à la lumière du scandale Greensill, Case ordonne à tous les fonctionnaires de déclarer les postes rémunérés ou les intérêts extérieurs qui « pourraient entrer en conflit » avec les règles de la fonction publique après qu'il est apparu qu'un haut fonctionnaire avait rejoint une entreprise alors qu'il était encore fonctionnaire.
En décembre 2021, le Premier ministre nomme Case pour diriger une enquête sur la controverse des fêtes de Noël de Westminster, où des ministères auraient organisé des rassemblements sociaux fin 2020 en violation des réglementations COVID-19. Un peu plus d'une semaine plus tard, le 17 décembre 2021, il se récuse de l'enquête en raison d'informations selon lesquelles une fête aurait été organisée dans son bureau privé. Le lendemain, le 18 décembre 2021, Case démissionne officiellement de son poste d'enquêteur. La direction de l'enquête est reprise par la fonctionnaire Sue Gray.
Le 13 septembre 2022, Case est nommé membre du Conseil privé du roi Charles III.
A l'été 2024, ses médecins lui conseillent de se retirer en raison de la détérioration de son état de santé, car il est atteint d'une maladie neurologique qui l'empêche de marcher sans canne. Il quitte ses fonctions le 15 décembre 2024.
En février 2025, Case devient président de Team Barrow, un partenariat entre le gouvernement, le conseil municipal de Westmorland et Furness et BAE Systems visant à soutenir l'économie de Barrow-in-Furness, une région fortement dépendante du chantier naval de sous-marins de BAE Systems. Ce partenariat s'inscrit dans le cadre d'un projet de développement de la région financé par le gouvernement à hauteur de 200 millions de livres sterling,.
Le 17 juin 2025, il reçoit une pairie à vie et entre à la Chambre des lords en tant que crossbencher. Il est créé baron Case, de Fairford dans le comté de Gloucestershire, le 17 juillet 2025. Il est introduit à la Chambre des Lords le 22 juillet 2025.

## Vie privée
En 2007, Case épouse Elizabeth Kistruck, qui devient plus tard directrice financière de Motorway. Case est membre du Garrick Club jusqu'en mars 2024, date à laquelle il en démissionne en raison de critiques et y revient six mois plus tard.